# 超复数
超複數是複數在抽象代數中的引申，通常是實數域上某個有限維的單位代數的元素。19世紀後期對超複數的研究，成為現代群表示論的根基。
此種代數舉例如下：
- 4維度：四元數、雙複數、分裂四元數
- 8維度：八元數、複四元數
- 16維度：十六元數

## 歷史
19世紀，實數系和複數系之外的若干數系，如四元數系、雙複數系、分裂四元數系、複四元數系、八元數系，成為數學文獻中完善的概念。超複數是涵蓋該些數系的概念，吸引學者研究和分類。
分類工作始於本傑明·皮爾士的1872年文章〈線性結合代數〉，並由其子查爾斯·桑德斯·皮爾士接續。重要的是，二人認定冪零元和冪等元皆對分類有用。凱萊－迪克森構造利用對合，從實數系開始，生成複數系、四元數系、八元數系。赫維茲和弗羅貝尼烏斯證明超複數的若干限制：赫維茲定理斷言有限維的實複合代數僅得實數系{\displaystyle \mathbb {R} }、複數系{\displaystyle \mathbb {C} }、四元數系{\displaystyle \mathbb {H} }、八元數系{\displaystyle \mathbb {O} }，而弗羅貝尼烏斯定理斷言，實結合除代數僅得{\displaystyle \mathbb {R} }、{\displaystyle \mathbb {C} }、{\displaystyle \mathbb {H} }。1958年，弗蘭克·亞當斯考慮H-空間（有具單位元的連續乘法的拓撲空間）的霍普夫不變量，發表推廣的結果，該結果仍將維數限制在1、2、4、8。
矩陣代數對研究超複數系幫助很大。首先，矩陣提供新的超複數系，例如{\displaystyle 2\times 2}實矩陣組成的代數（同構於分裂四元數）。很快，矩陣方法解明其他超複數系，因為該些超複數系也可以用矩陣及其運算表示。1907年，約瑟夫·韋德伯恩證明，滿足結合律的超複數系可表示為方陣代數或其直積。此後，結合代數成為較常用來稱呼超複數系的術語，例如韋德伯恩在愛丁堡大學的學位論文標題便用了此術語。然而，也有不可結合的數系，例如八元數系和雙曲四元數系，也算是另一類的超複數。
湯馬士·霍金斯（Thomas Hawkins）解釋，超複數是研究李群和群表示論的踏腳石。例如，1929年，埃米·諾特發表〈超複量與表示論〉。1973年，以賽亞·坎托爾和索洛多夫尼科夫（A. S. Solodovnikov）出版關於超複數的德文教科書，該書於1989年翻譯成英文。
凱倫·帕歇爾詳細介紹全盛期的超複數研究，包括數學家特奧多爾·莫林和愛德華·斯圖迪的貢獻。關於超複數至近世代數的過渡，巴爾特·倫德特·范德瓦爾登在《代數史》有三十頁專論超複數。

## 定義
Kantor & Solodovnikov (1989)定義超複數為實域上某個有限維代數的元素，而該代數要有單位，但無需可結合或可交換。 該些元素可以寫成一組基{\displaystyle \{1,i_{1},\dots ,i_{n}\}}的線性組合，其中系數為實數{\displaystyle (a_{0},\dots ,a_{n})}，而基的大小{\displaystyle n+1}稱為該代數的維數。若可行，一般將基正規化，即選取{\displaystyle i_{k}}使{\displaystyle i_{k}^{2}\in \{-1,0,+1\}}。下節先考慮二維超複數（即{\displaystyle n=1}）。

## 二維實代數
關於二維實代數有以下定理：:14,15在同構意義下，實域上的二維單位代數恰有3個：複數系、雙曲複數系、二元數系。於是，實域上的所有二維單位代數皆可結合和可交換。
下段簡述定理的證明。
因為給定的代數是二維，可選一組基{\displaystyle \{1,u\}}。因為代數對乘法封閉，{\displaystyle u}的平方仍是代數的元素，故可寫成線性組合：
{\displaystyle u^{2}=a_{0}+a_{1}u,}
其中{\displaystyle a_{0},a_{1}}為實系數。
運用常見的配方法，兩邊減走{\displaystyle a_{1}u}並加上{\displaystyle a_{1}^{2}/4}，得：
{\displaystyle u^{2}-a_{1}u+{\frac {a_{1}^{2}}{4}}=a_{0}+{\frac {a_{1}^{2}}{4}}.}
所以{\displaystyle \left(u-{\frac {a_{1}}{2}}\right)^{2}={\tilde {u}}^{2}}，其中{\displaystyle {\tilde {u}}^{2}=a_{0}+{\frac {a_{1}^{2}}{4}}}是實數。
取決於此實數值，分別有三種情況：
1. 若{\displaystyle 4a_{0}=-a_{1}^{2}}，則上式變成{\displaystyle {\tilde {u}}^{2}=0}。於是，{\displaystyle {\tilde {u}}}可視為二元數的基{\displaystyle \{1,\varepsilon \}}中的冪零元{\displaystyle \varepsilon }。
2. 若{\displaystyle 4a_{0}>-a_{1}^{2}}，則有{\displaystyle {\tilde {u}}^{2}>0}。雙曲複數的標準基{\displaystyle \{1,j\}}滿足{\displaystyle j^{2}=+1}，故若除{\displaystyle {\tilde {u}}}以正實數{\displaystyle a:={\sqrt {a_{0}+{\frac {a_{1}^{2}}{4}}}}}（其平方與{\displaystyle {\tilde {u}}}平方相等），得到的結果即可視為{\displaystyle j}。
3. 若{\displaystyle 4a_{0}<-a_{1}^{2}}，則有{\displaystyle {\tilde {u}}^{2}<0}。平常複數的標準基{\displaystyle \{1,i\}}滿足{\displaystyle i^{2}=-1}，故若除{\displaystyle {\tilde {u}}}以正實數{\displaystyle a:={\sqrt {{\frac {a_{1}^{2}}{4}}-a_{0}}}}（其平方與{\displaystyle {\tilde {u}}}平方互為相反數），得到的結果即可視為{\displaystyle i}。

從而定理成立。
複數系是以上三個二維實代數中唯一一個域。若代數具有1的非實平方根{\displaystyle j}（如雙曲複數），則也有冪等元{\displaystyle {\tfrac {1}{2}}(1\pm j)}和零因子（因為{\displaystyle (1+j)(1-j)=0}），故此種代數必不為除代數。然而，此種性質有時很有用，例如雙曲複數適用於描述狹義相對論的勞侖茲變換。
《數學雜誌》在2004年的某版中，稱二維實代數為「廣義複數」（generalized complex numbers）。四個複數交比的概念也可以推廣到其他二維實代數。

## 高維例子（有多於一條非實軸）

### 克里福代數
克里福代數是由賦有二次型的向量空間所生成的單位結合代數。在實域上，其等價於可以定義對稱純量積{\displaystyle u\cdot v={\tfrac {1}{2}}(uv+vu)}，正交化該二次型，以得到基{\displaystyle \{e_{1},\ldots ,e_{k}\}}，滿足：
{\displaystyle {\tfrac {1}{2}}(e_{i}e_{j}+e_{j}e_{i})=\left\{{\begin{matrix}-1,0,+1,&i=j,\\0,&i\not =j.\end{matrix}}\right.}
由乘法封閉性，該向量空間的基相乘得到{\displaystyle 2^{k}}個克里福數，即{\displaystyle 1,\ e_{1},\ e_{2},\ e_{3},\ \ldots ,\ e_{1}e_{2},\ \ldots ,\ e_{1}e_{2}e_{3},\ \ldots ,\ e_{1}e_{2}\cdots e_{k}}，皆為克里福代數的元素，且組成該代數的基（不同於原向量空間的基），可視為一個超複數系的基。與原向量空間的基{\displaystyle \{e_{1},\ldots ,e_{k}\}}不同，該代數的其他基元素不一定反交換，而是取決於將兩個因子對調時，會交換的簡單因子（即{\displaystyle e_{i}}）有奇數對抑或偶數對。所以，{\displaystyle e_{1}e_{2}=-e_{2}e_{1}}，但{\displaystyle e_{1}(e_{2}e_{3})=+(e_{2}e_{3})e_{1}}。
若不允許{\displaystyle e_{i}^{2}=0}（即二次型非退化），則餘下的克里福代數可記為{\displaystyle \mathrm {Cl} _{p,q}(\mathbb {R} )}，表示其為{\displaystyle p}個滿足{\displaystyle e_{i}^{2}=+1}的簡單基元和{\displaystyle q}個滿足{\displaystyle e_{i}^{2}=-1}的簡單基元生成的代數，而括號內的{\displaystyle \mathbb {R} }指明此為實域上的克里福代數，即元素的系數為實數。
該些代數稱為幾何代數，組成有規律的一族。該族代數適用於描述轉動、相位、自旋，因此在古典和量子力學、電磁學、相對論方面很有用。
此族代數包括：複數系{\displaystyle \mathrm {Cl} _{0,1}(\mathbb {R} )}、雙曲複數系{\displaystyle \mathrm {Cl} _{1,0}(\mathbb {R} )}，四元數系{\displaystyle \mathrm {Cl} _{0,2}(\mathbb {R} )}、分裂複四元數系{\displaystyle \mathrm {Cl} _{0,3}(\mathbb {R} )}、分裂四元數系{\displaystyle \mathrm {Cl} _{1,1}(\mathbb {R} )\cong \mathrm {Cl} _{2,0}(\mathbb {R} )}（二維空間生成的自然代數）、{\displaystyle \mathrm {Cl} _{3,0}(\mathbb {R} )}（三維空間生成的自然代數，也是包立矩陣生成的代數）、時空代數{\displaystyle \mathrm {Cl} _{1,3}(\mathbb {R} )}。
代數{\displaystyle \mathrm {Cl} _{p,q}(\mathbb {R} )}可以視為代數{\displaystyle \mathrm {Cl} _{q+1,p}(\mathbb {R} )}的偶子代數{\displaystyle \mathrm {Cl} _{q+1,p}^{[0]}(\mathbb {R} )}，從而可用作描述{\displaystyle \mathrm {Cl} _{q+1,p}(\mathbb {R} )}中的旋轉。因此，複數密切關係二維空間的旋轉，四元數密切關係三維空間的旋轉，雙曲複數密切關係1+1維時空的雙曲旋轉（洛侖茲變換），餘可類推。
雖然八維或以上時，凱萊-迪克森結構和分裂複數構造的乘法不可結合，任意維數的克里福代數皆可結合。
1995年，伊恩·波蒂厄斯有關克里福代數的書中，論及「子代數的辨認」。其命題11.4總結超複數的情況：
設{\displaystyle A}為實結合代數，且具有單位元{\displaystyle 1}。則
- {\displaystyle 1}生成{\displaystyle \mathbb {R} }（實子代數），
- 若{\displaystyle e_{0}\in A}是任何滿足{\displaystyle e_{0}^{2}=-1}的元素，則其生成的二維子代數與{\displaystyle \mathbb {C} }同構（複子代數），
- 若{\displaystyle e_{0}\in A}是任何滿足{\displaystyle e_{0}^{2}=+1}的元素，則其生成的二維子代數與{\displaystyle \mathbb {R} ^{2}}同構（此處{\displaystyle \mathbb {R} ^{2}}是實二元組的集合，其上的乘法是逐個分量相乘。該代數與雙曲複代數同構），
- 若{\displaystyle e_{0}^{2}=e_{1}^{2}=-1}，且{\displaystyle e_{0},e_{1}}反交換，則{\displaystyle \{e_{0},e_{1}\}}生成的四維子代數同構於{\displaystyle \mathbb {H} }（四元數代數），
- 若{\displaystyle e_{0}^{2}=e_{1}^{2}=1}，且{\displaystyle e_{0},e_{1}}反交換，則{\displaystyle \{e_{0},e_{1}\}}生成的四維子代數同構於{\displaystyle {\mathcal {M}}_{2}(\mathbb {R} )}（元素為{\displaystyle 2\times 2}實矩陣，或分裂四元數），
- 若{\displaystyle e_{0}^{2}=e_{1}^{2}=e_{2}^{2}=-1}，且{\displaystyle e_{0},e_{1},e_{2}}兩兩反交換，則其生成的八維子代數同構於{\displaystyle \ {}^{2}\mathbb {H} }（分裂複四元數代數），
- 若{\displaystyle e_{0}^{2}=e_{1}^{2}=e_{2}^{2}=1}，且{\displaystyle e_{0},e_{1},e_{2}}兩兩反交換，則其生成的八維子代數同構於{\displaystyle {\mathcal {M}}_{2}(\mathbb {C} )}（元素為{\displaystyle 2\times 2}複矩陣，亦可視為複四元數或包立代數）。

超出該些古典代數的延伸，見克里福代數的分類。

### 凱萊－迪克森構造
撇除實數系、複數系、四元數系不計，其他克里福代數{\displaystyle \mathrm {Cl} _{p,q}(\mathbb {R} )}皆含有平方為{\displaystyle +1}的非實數，故不能為除代數。凱萊－迪克森構造是另一個擴展複數系的方法，其給出維數為{\displaystyle 2^{n}\ (n=2,\ 3,\ 4,\ldots )}的數系，該些數系的基{\displaystyle \{1,i_{1},\dots ,i_{2^{n}-1}\}}滿足：所有非實的基元兩兩反交換，且{\displaystyle i_{m}^{2}=-1}。在8維或以上時（即{\displaystyle n\geq 3}），該些代數不可結合，而在16維或以上時（即{\displaystyle n\geq 4}），該些代數有零因子。
此構造得到的前幾個代數是4維的四元數系、8維的八元數系、16維的十六元數系。隨維數上升，其代數結構的對稱性逐一失去：四元數乘法不可交換，八元數乘法不可結合，而十六元數的範數不具積性。
凱萊－迪克森構造的某些步驟中，若插入額外的符號，則得到複合代數中的「分裂代數」，而非除代數：
分裂複數系：有基{\displaystyle \{1,i_{1}\}}，滿足{\displaystyle \ i_{1}^{2}=+1}，
分裂四元數系：有基{\displaystyle \{1,i_{1},i_{2},i_{3}\}}，滿足{\displaystyle \ i_{1}^{2}=-1,i_{2}^{2}=i_{3}^{2}=+1}，
分裂八元數系：有基{\displaystyle \{1,i_{1},\dots ,i_{7}\}}，滿足{\displaystyle \ i_{1}^{2}=i_{2}^{2}=i_{3}^{2}=-1}，{\displaystyle \ i_{4}^{2}=i_{5}^{2}=i_{6}^{2}=i_{7}^{2}=+1}。
與複數系不同，分裂複數系並非代數閉，甚至包含非平凡的零因子和冪等元。與四元數系類似，分裂四元數系亦不可交換，但同時還含有冪零元。分裂四元數與二階方陣的代數同構。分裂八元數系不可結合，也含有冪零元。

### 張量積
兩個代數的張量積仍為代數，如此可構造更多超複數系。
作為例子，取2維實代數{\displaystyle \mathbb {C} }（複數系）、4維實代數{\displaystyle \mathbb {H} }（四元數系）、8維實代數{\displaystyle \mathbb {O} }（八元數系），分別與{\displaystyle \mathbb {C} }作張量積，依次得4維的雙複數系{\displaystyle \mathbb {C} \otimes _{\mathbb {R} }\mathbb {C} }、8維的複四元數系{\displaystyle \mathbb {C} \otimes _{\mathbb {R} }\mathbb {H} }、16維的複八元數系{\displaystyle \mathbb {C} \otimes _{\mathbb {R} }\mathbb {O} }。

### 其他例子
- 多重複數：其組成複域上的{\displaystyle 2^{n-1}}維向量空間。
- 複合代數（英语：composition algebra）：賦有二次型的代數，其中二次型與乘法可互換次序。

## 注
1. ↑  埃米爾·阿廷其後推廣韋德伯恩的結果，定理因而得名阿廷-韋德伯恩定理。